# Potenza (provincie)
De provincie Potenza is gelegen in de Zuid-Italiaanse regio Basilicata. Ze grenst in het westen aan de provincie Salerno, in het noorden aan de Apulische provincies Foggia en Barletta-Andria-Trani, in het zuidoosten aan Matera en ten slotte in het zuiden aan de Calabrese provincie Cosenza.

## Territorium
De provincie Potenza behoort tot de grootste en dunstbevolkte provincies van Italië. Het noorden, rond de hoofdstad en de dode vulkaan de Vulture is dichter bevolkt evenals het gebied nabij de kust. Het landschap is overwegend heuvelachtig. Het ontbreekt de provincie aan een goede infrastructuur. Vele delen van de provincie zijn dan ook erg geïsoleerd en ontvolken snel. De provincie telt drie belangrijke gebergten. De Vulture in het uiterste noorden is een uitgedoofde vulkaan. Op de vruchtbare lavagrond worden veel druiven verbouwd. De Dolomiti Lucani doen, zoals de naam al verraadt, sterk denken aan het Noord-Italiaanse gebergte. Het derde gebergte is de Pollino, waarvan de 2267 meter hoge Serra Dolcedorme de hoogste piek van de provincie vormt. De korte kuststrook is rotsachtig, met enkele kleine zandstranden.

## Bezienswaardigheden
De stad Potenza is de hoogst gelegen Italiaanse provinciehoofdstad. Ze ligt op een heuvel van 830 meter hoog boven het dal van de Basento. De stad is meermaals verwoest door aardbevingen. In 1857 is ze bijna geheel van de grond af opnieuw opgebouwd. In de Tweede Wereldoorlog werd Potenza zwaar getroffen door bombardementen en in 1980 kwam er weer een zware aardbeving overheen. Toch heeft Potenza ondanks dit alles een aardige binnenstad. Niet ver van de stad ligt het spectaculaire gebergte van de Dolomiti Lucane die zich van hun mooiste kant laten zien bij Castelmezzano. De kuststrook is klein en erg rotsachtig. De enige plaats van betekenis is Maratea met haar kleine haven. Vanuit die plaats gaat een weg omhoog naar Monte San Biagio, waarop een Christusbeeld van 22 meter hoog staat. Het uitzicht op de Golf van Policastro is er spectaculair.

## Belangrijke plaatsen
- Potenza (71.792 inw.)
- Melfi (16.183 inw.)
- Lauria (13.745 inw.)